# Schrein von Cammin

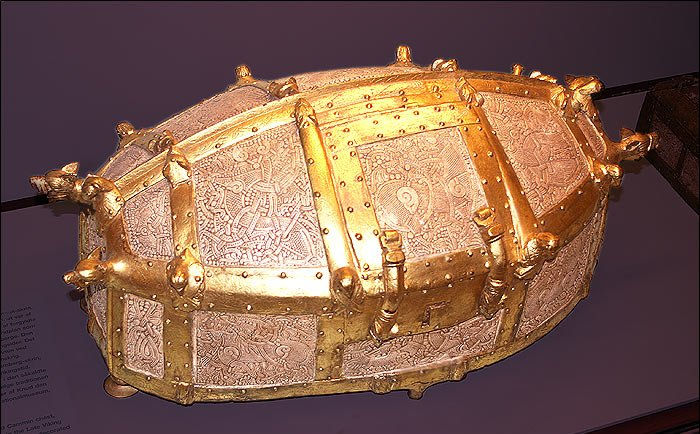
Nachbildung des Schreins von Cammin im Dänischen Nationalmuseum

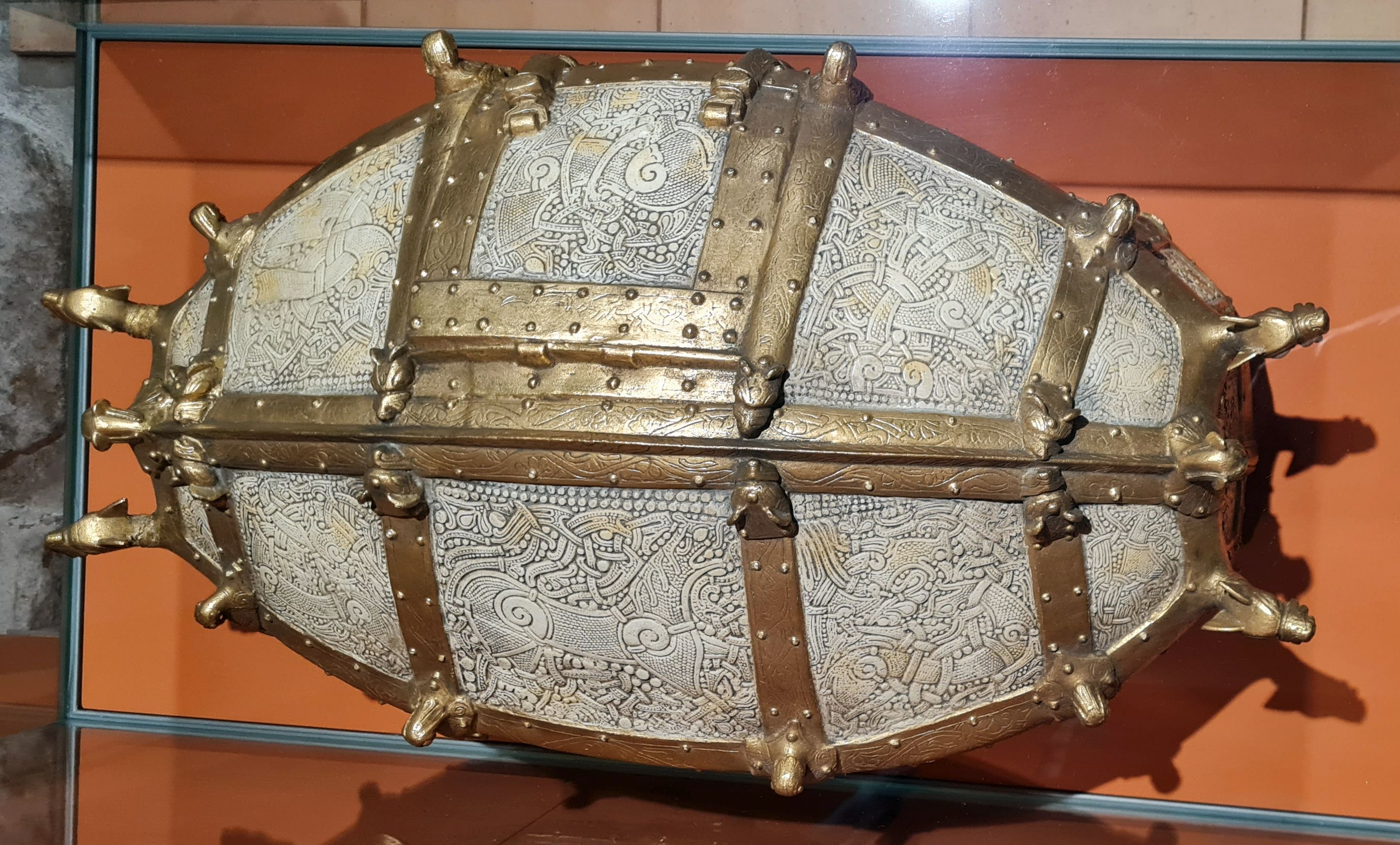
Nachbildung des Schreins im Pommerschen Landesmuseum Greifswald

Der Schrein von Cammin oder Cordulaschrein ist ein im Mammen-Stil verzierter Reliquienschrein. Er wurde um 1000 n. Chr. in Skandinavien gearbeitet und gelangte 1175 in den Domschatz des Bistums Cammin, Pommern. Bis 1945 wurde er im Camminer Dom verwahrt. Das Original ist seit dem Zweiten Weltkrieg verschollen. Nachbildungen befinden sich im Pommerschen Landesmuseum in Greifswald und in weiteren Museen.

## Merkmale

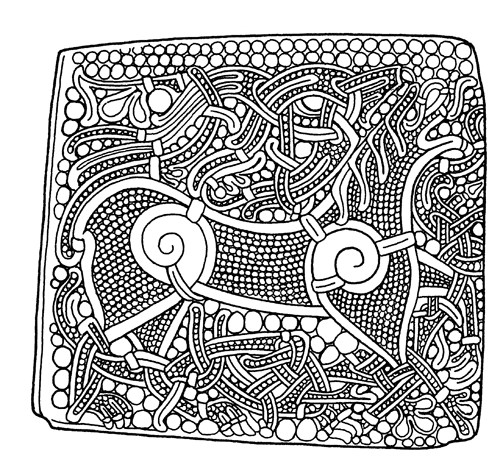
Eines der im Mammen-Stil verzierten Felder des Schreins von Cammin.

Der verschollene Schrein hatte einen Holzkern, der mit 27, vermutlich aus Elchgeweihen hergestellten Hornplatten verziert war. Diese reich verzierten Platten zeigen Tiere und Masken, die zum sogenannten Mammen-Stil gehören. Die Platten waren mit aufgenieteten und vergoldeten Bronzestreifen befestigt. Auf dem Dach des Schreins enden die Beschläge in vollplastisch gearbeiteten Tierköpfen.

## Geschichte
Schreine im Typus des Schreins von Cammin waren zu Beginn des 11. Jahrhunderts offenbar weit verbreitet. Auf der Meineidszene des Teppich von Bayeux schwört Harald Godwinson auf einen Schrein, der dem Schrein von Cammin gleicht. Nach Überlieferung nordischer Quellen (Snorri Sturluson, Knytlinga saga, Saxo Grammaticus) und schwedischen Forschungen wurde der kostbare Schrein eines nordischen Künstlers aus der Zeit um 1000 n. Chr. während eines Vergeltungszuges der Pommern unter Herzog Ratibor I. gegen die norwegische Metropole Konghelle, am 10. August 1135 erbeutet. Die Reliquie, auch als Cordula-Schrein bekannt, galt als Geschenk des dänischen Königs Erik II. Emune an seinen königlichen norwegischen Amtskollegen Sigurd I. und soll die Gebeine der heiligen Cordula, einer Märtyrin (gest. um 435), bewahrt haben. Der erbeutete Schrein kam in herzoglich-pommerschen Besitz und war von 1175 bis Ende des Zweiten Weltkrieges 1945 als Domschatz im Dom zu Cammin in der alten pommerschen Residenz- und Bischofsstadt verwahrt. Seit Kriegsende gilt der Schrein der heiligen Cordula als verschollen. Die katholische Kirche begeht den Festtag der Heiligen am 22. Oktober eines jeden Jahres.
Nach neueren Auffassungen wird der Schrein als Geschenk des dänischen Bischofs Asker an den Pommernapostel Otto von Bamberg angesehen.